# غرامت مضاعف (رمان)
غرامت مضاعف (انگلیسی: Double Indemnity) رمانی جنایی از روزنامه‌نگار آمریکایی که رمان‌نویس شد، جیمز کین است. این رمان در ابتدا به‌شکل سریالی در مجله لیبرتی در سال ۱۹۳۶ و سپس مجدداً در مجموعه سه همسان (انگلیسی: Three of a Kind) در سال ۱۹۴۳ به‌عنوان یکی از «سه داستان کوتاه بلند» چاپ شد.